# ラルース (F1チーム)
ラルース (Larrousse) は、1987年から1994年までF1に参戦していたレーシングチーム。

## 歴史

### 参戦開始
ル・マン優勝ドライバーでありルノーF1、リジェでマネージャーを務めたジェラール・ラルースが、実業家のディディエ・カルメルと共同で1986年シーズンオフに「ラルース・カルメル」を設立した。当初は参戦カテゴリーを国際F3000選手権かF1かで迷っていたが、同年末にFIAが2年後から自然吸気エンジンのみの参戦にレギュレーションを変更すると発表したのを機に、ラルースは自然吸気エンジンで1987年からF1参戦することを決めた。エンジンはマーダーがWSPC用の3300ccDFLのストック（DFLを元にチューンナップし、3500ccフォード・コスワース・DFZを製作する）を大量にストックしているのでそのカムシャフトやピストンを改良して使う予定だと語り、シャシーについては自ら製作するのではなく、F3で良い成績出しつつあったダラーラと話し合いをしていると述べた。結果的には名門シャシー・コンストラクターのローラ社によるシャシーを使用することに決まった。
1987年のシーズン開幕当初はフィリップ・アリオーのみの1カー体制で、終盤戦のメキシコGPからヤニック・ダルマスを加えた2カーエントリーが実現した。アリオーがドイツGPなど3回の6位入賞、ダルマスもオーストラリアGPで5位入賞(ただしラルース・カルメルが1カー登録であったため、ポイントは無効処分となった)するなど、初年度としてはまずますの成績を収めた。しかしながらラルースは開幕戦にマシンが間に合わず、初戦を欠場しておりFISAからは罰金を科せられていた。
1988年日本GPでは、中耳炎により欠場することになった、ダルマスに代えて急遽鈴木亜久里をスポット参戦させた。同年オフにはチーム・ロータスやリジェで多くのマシンデザインを手がけたジェラール・ドゥカルージュが加入しテクニカル・ディレクターに就任。
1989年3月にディディエ・カルメルは妻の殺人容疑で実刑判決を受け、同年のサンマリノGPを前にチームを辞した。チームはカルメルの名を除き以後「ラルース」として参戦するようになった。この年からランボルギーニのエンジン供給を受けたが、目立った戦績は残せなかった。後半戦は予備予選組にまわった。シーズン後半には前年リジェを離脱したエンジニア、ミッシェル・テツがチームに合流。ドゥカルージュと共にチームのエンジニアリング面を取り仕切る体制となった。

### エスポ傘下へ

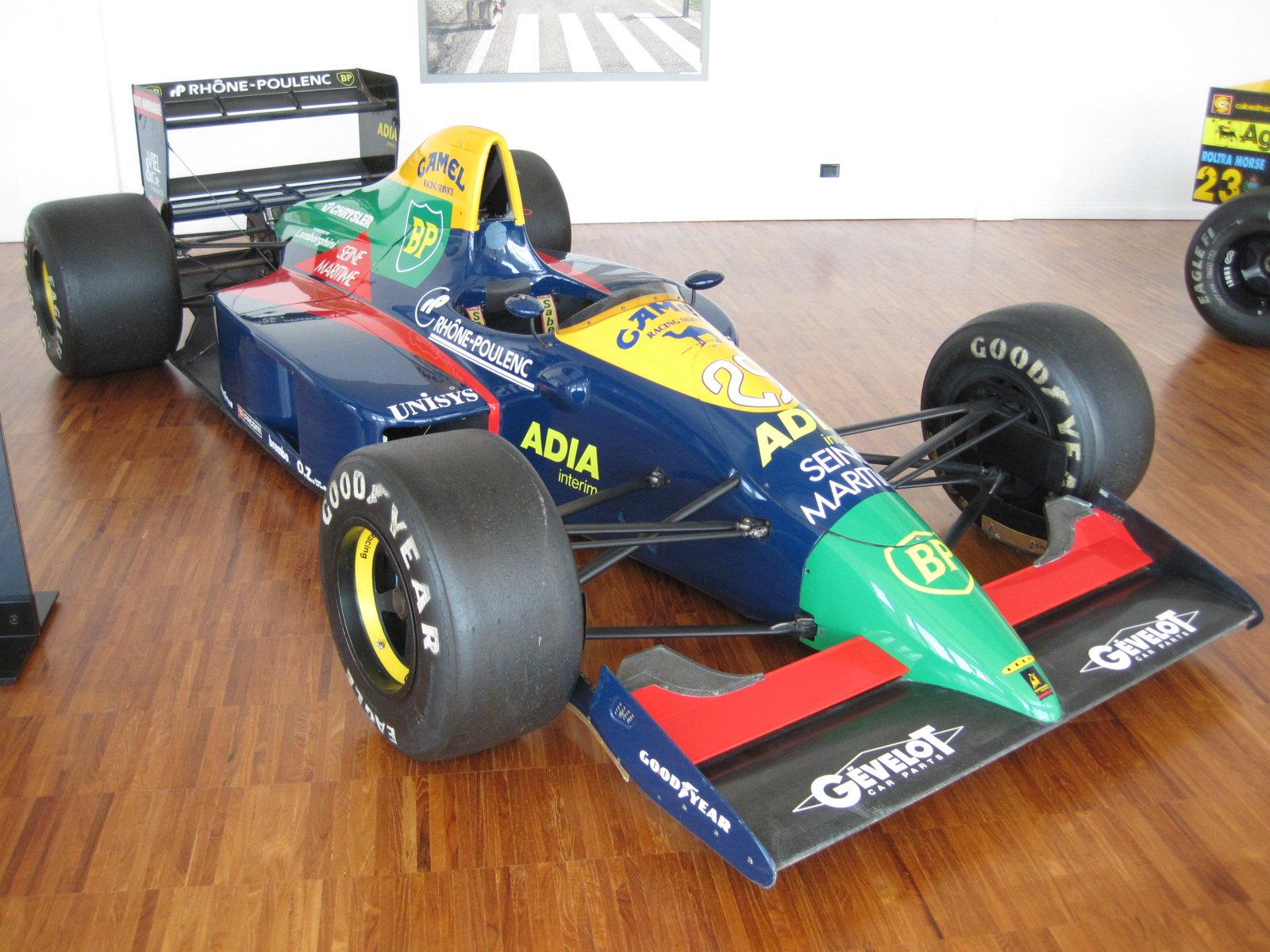
LC89（1989年）

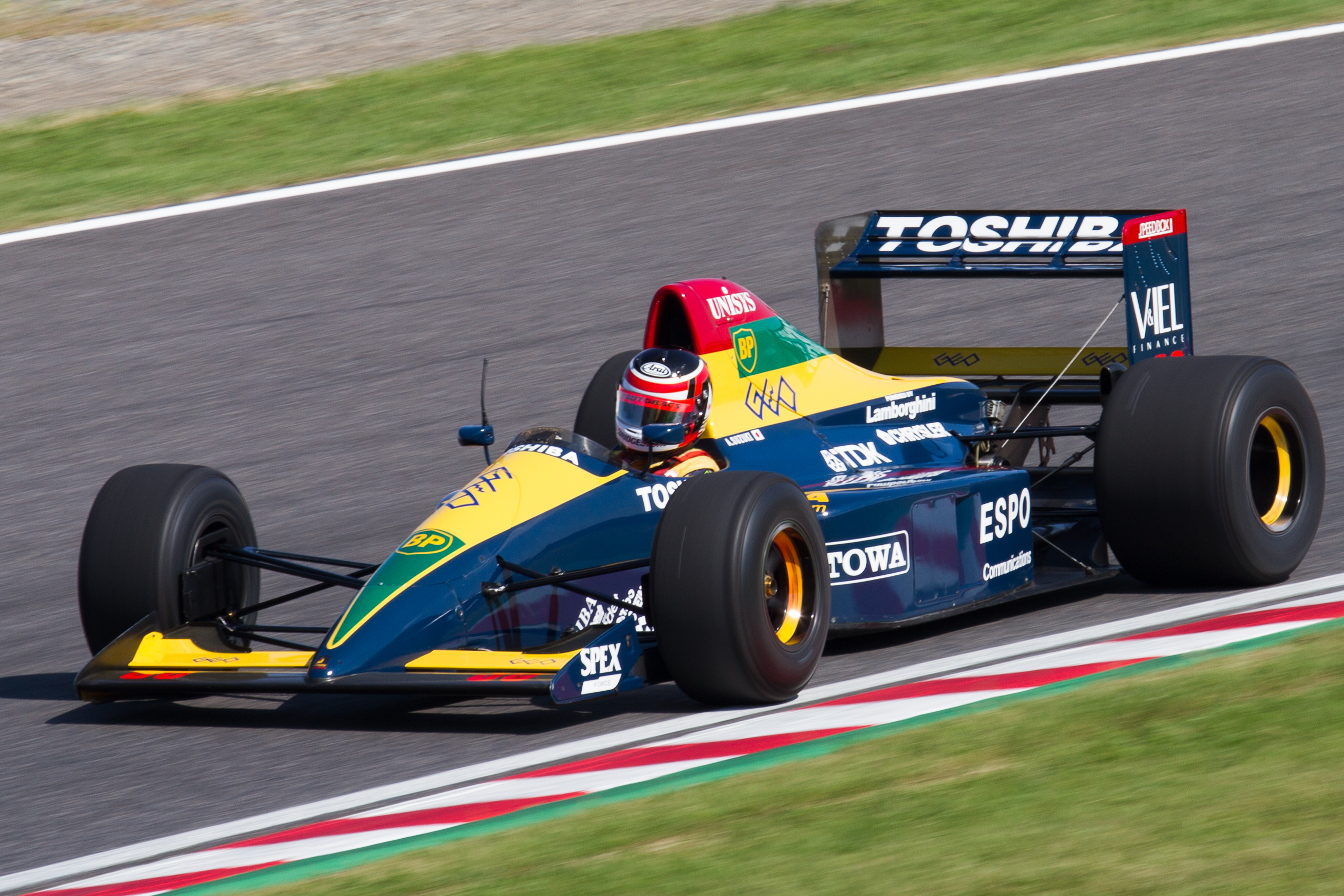
LC90（1990年）

1989年のシーズンオフに、鈴木亜久里の個人スポンサーであったエスポコミュニケーションズ（不動産業をはじめ事務機器製造販売やレンタルビデオ店「GEO」など多岐にわたる事業を展開していた日本企業）がチームの株式を取得し、同社社長の伊東和夫がチームオーナーとなり、「エスポ・ラルース」として参戦した。
1990年も前半戦は予備予選組からスタートしたが、新車ローラ・LC90のパフォーマンスが高く、エリック・ベルナールと鈴木の新コンビがコンスタントに入賞するようになる。イギリスGPでは2台揃って入賞し、後半戦は予備予選から脱出。予選本戦でもトップ10に入る速さを見せた。特に鈴木は地元の日本GPで、日本人として初の3位表彰台を獲得する健闘を見せた。しかし、バブル崩壊によるエスポの経営悪化から、ランボルギーニエンジンの使用料の支払いが遅れ、日本GPの裏舞台ではエンジン供給を止められかねないという状況にあった。鈴木は翌年ラルースが資金難で撤退すると思い、ベネトンのフラビオ・ブリアトーレから移籍のオファーを受けたが、スポンサーの継続によりチームが存続することが決まり、鈴木のベネトン移籍も白紙に戻る。
1991年のシーズン開幕前に、国際自動車連盟（FIA）より前年のコンストラクターズポイントの剥奪処分を受けた。ローラ製シャシーを使用していたにもかかわらず、コンストラクター名を「ラルース」でエントリーしたことが理由とされた。また、ポイントを失ったことにより予備予選の対象とされるとも発表された（その後の裁定で、実際には予備予選の対象からは外された）。
この処分によって前年のコンストラクターズランキング10位までのチームに与えられる移送手段（通称FOCA便）の使用権が剥奪されたが、ラルースの移動費用はFOCAにより補填された。この処分をめぐっては、前年のコンストラクターズランキングで11位に終わり、ラルースの処分によってFOCA便の使用権を得ることができるリジェによる訴えがあったと見られた。また、エスポがチームへの支援を大幅に縮小し、ジェラール・ラルースが再びオーナーとなった。
さらに、ランボルギーニ・エンジンも失い、前年までティレルが使用していた、ハートチューンのコスワースDFRエンジンを使用した。この年のマシンLC91はメカニカルトラブルが相次ぎ完走もままならず、前半戦でベルナール・鈴木とも1度ずつ入賞を果たすが、8月にはジェラール・ドゥカルージュがリジェへと移籍するなどスタッフ人事も弱体化し、終盤戦には両ドライバーともに予選落ちを繰返した。
後年に鈴木亜久里は片山右京との対談企画で「ラルースではドゥカルージュとミッシェル・テツの2人は真面目で、本当にレース好きなおじさんという感じで、このチームでは欧州ではあってもおかしくない日本人に対する差別とか変な意地悪とか一度も無かった。苦労もしたけどいいチームでしたよ」と述べている。

### ヴェンチュリー・ラルース

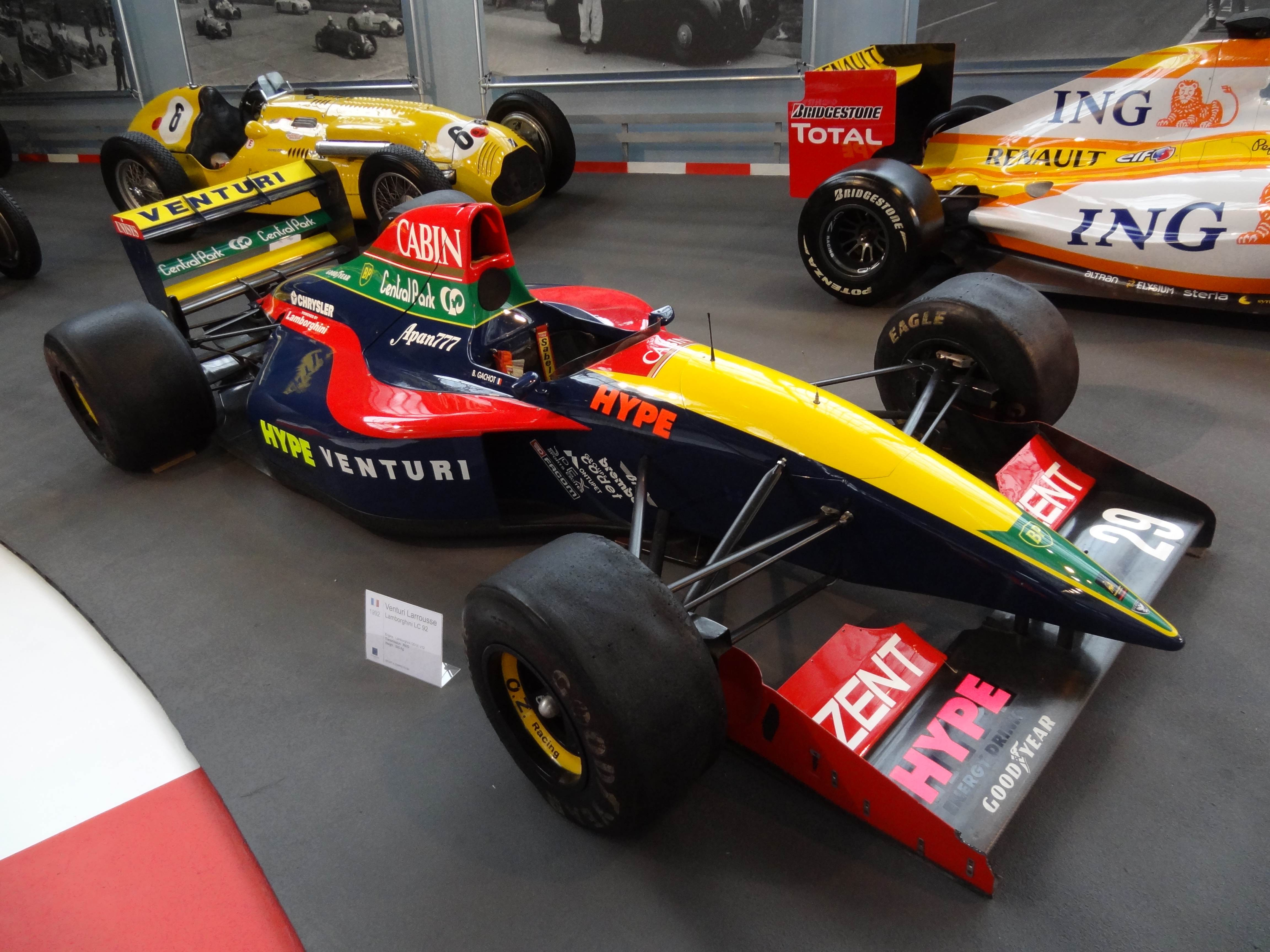
LC92（1992年）

チームはこの1991年末に倒産。フランスの国内法（通称「1985年法」）の適用を受け事業再生を目指すことになる。再生支援を行ったのが、フランスの高級自動車メーカーのヴェンチュリー社。また、日本のセントラルパーク（姫路セントラルパークやMINEサーキットを経営していた土井不動産）も株式を取得した。翌1992年に会社名を「ヴェンチュリー・ラルース」、チーム名を「セントラルパーク・ラルース」、コンストラクター名を「ヴェンチュリー・ランボルギーニ」へと変更する。また、シャシー製作もローラから、ロビン・ハード率いるフォメットをヴェンチュリーが買収したヴェンチュリーUKへと変更した。エンジンも、リジェがルノーエンジンにスイッチしたことに伴い、再びランボルギーニV12に戻している。
ドライバーにはこの年F1デビューを果たした片山右京と、前年ジョーダンで活躍を見せながら傷害事件で逮捕されたことによりシートを失っていたベルトラン・ガショーを起用した。シャシー製作者が代わったため再び予備予選からの出走となり、モナコGPでは片山が予備予選落ちになる等、前年に続き苦戦した。モナコGPでのガショーの6位入賞のみが唯一のポイント獲得であった。シーズン半ばでヴェンチュリーが資本を引き揚げたため、ロビン・ハードが形式上チームオーナーに就任する形で（1985年法の適用により、ジェラール・ラルースがオーナー職に就くことができなくなっていた）ラルースF1を再編成させた。併せてヴェンチュリーUKもラルースUKに改称している。

### 消滅へ
1993年からは、ようやくチーム名と同じ「ラルース」をコンストラクター名として使用するようになる。ドライバーは4年ぶりに復帰したアリオーとリジェから移籍したエリック・コマス。シーズン終盤の日本・オーストラリアGPでは、アリオーに代わって鈴木利男がスポット参戦した。
1994年に向けてチームは、F1参戦が噂されたプジョーとのパートナーシップを模索したが、プジョーは最終的にホンダ撤退以来ワークスエンジンを欲していたマクラーレンと契約した。ランボルギーニはマクラーレンへのエンジン供給を模索し、マクラーレンと共同でテストカーを制作もしていたが、マクラーレンはプジョーを使用することとなり、親会社のクライスラーの経営不振もあって1993年限りでF1から撤退した。結局、この年のラルースは非力なフォードHBシリーズ8エンジンを使用することとなった。ドライバーはコマスと新人のオリビエ・ベレッタ。クローネンブルグ（同社のTOURTELブランドによる緑カラーでの出走が多かった）をメインスポンサーに、ゴロワーズ、後半戦スポットながらジタン・ブロンドを獲得したもののこの年は際立った成績を残せなかった。資金不足は深刻で、シーズン中盤にベレッタの参戦資金が尽きてチームを離脱した後は、アリオーや久々のF1出走となったダルマス、野田英樹などのドライバーの持参金が頼りという状況であった。
資金難に陥っていたラルースはチーム存続をかけ、国際F3000に参戦していたDAMSと合併交渉を行なうが破談となる。その後1995年のF1参戦を断念していたフランスのレーシングチーム、ジュニアチームと交渉を行い合併合意がなされた。ドライバーとして、エリック・エラリーとクリストフ・ブシューと契約したが、合併合意が1995年シーズン開幕直前となったため大幅なレギュレーション変更に対応したマシンが準備できず、ブラジル・アルゼンチンの開幕2戦を欠場。エラリーに替わりベルナールとブシューをドライバーに据えサンマリノGPからの参加を目指したものの、結局1戦も出走することなく撤退した。
実働8年間のうち、無得点に終わったのは1988年のみで、1990年の鈴木亜久里3位表彰台を頂点に一時は中堅チームとして一定の存在感を示したが、度重なる資金トラブルが更なる飛躍を妨げた。チームは次々とオーナーが変わるなど安定した体制で参戦したシーズンは1度として無かったが、実際のチーム運営は一貫してマネージングディレクターのジェラール・ラルースとテクニカルディレクターのミッシェル・テツが取り仕切った。またドライバーの起用は1989年のアルボレートを除き全員が「フランス語圏」か「日本人」であり、特に日本人は起用したドライバー全員がラルースでF1デビューを果たしている。

## 変遷表
| 年   | エントリー名                               | シャーシ             | タイヤ | エンジン           | 燃料・オイル | ドライバー | ランキング | 優勝数 |
| ---- | ------------------------------------------ | -------------------- | ------ | ------------------ | ------------ | --- | ---------- | ------ |
| 1987 | ラルース・カルメル                         | ローラ・LC87         | G      | フォードDFZ        | BP           | フィリップ・アリオー ヤニック・ダルマス                                                                         | 3          | 0      |
| 1988 | ラルース・カルメル                         | ローラ・LC88         | G      | フォードDFZ        | BP           | ヤニック・ダルマス フィリップ・アリオー ピエール＝アンリ・ラファネル 鈴木亜久里                                 | 0          | 0      |
| 1989 | ラルース・カルメル                         | ローラ・LC88B, LC89  | G      | ランボルギーニ3512 | BP           | ヤニック・ダルマス フィリップ・アリオー エリック・ベルナール ミケーレ・アルボレート                             | 1          | 0      |
| 1990 | エスポ・ラルースF1                         | ローラ・LC89B, LC90  | G      | ランボルギーニ3512 | BP           | エリック・ベルナール 鈴木亜久里                                                                                 | 11         | 0      |
| 1991 | ラルースF1                                 | ローラ・LC91         | G      | フォードDFR        | BP           | エリック・ベルナール 鈴木亜久里 ベルトラン・ガショー                                                            | 2          | 0      |
| 1992 | セントラルパーク・ヴェンチュリー・ラルース | ヴェンチュリー・LC92 | G      | ランボルギーニ3512 | BP           | ベルトラン・ガショー 片山右京                                                                                   | 1          | 0      |
| 1993 | ラルースF1                                 | LH93                 | G      | ランボルギーニ3512 | エルフ       | フィリップ・アリオー エリック・コマス 鈴木利男                                                                  | 3          | 0      |
| 1994 | トゥルテル・ラルースF1                     | LH94                 | G      | フォードHB8        | エルフ       | オリビエ・ベレッタ エリック・コマス フィリップ・アリオー ヤニック・ダルマス 野田英樹 ジャン＝デニス・デレトラズ | 2          | 0      |

- *斜体になっているドライバーはスポット参戦など